# Xà Phu (chòm sao)
Chòm sao Xà Phu (tiếng Hán: 蛇夫; tiếng Latinh: Ophiuchus, /ɒfiˈjuːkəs/) là một trong 48 chòm sao Ptolemy và cũng là một trong 88 chòm sao hiện đại, mang hình ảnh người chăn rắn hay được gọi là "Xà Phu".
Chòm sao lớn này có diện tích 948 độ vuông, nằm trên cả hai nửa thiên cầu, xếp ở vị trí thứ 11 trong danh sách các chòm sao theo diện tích. Chòm sao này nằm trên hoàng đạo, giữa chòm sao Thiên Yết và Nhân Mã.
Chòm sao Xà Phu nằm kề các chòm sao khác là Vũ Tiên, Thiên Xứng, Cự Xà, Thiên Ưng. Ở Bắc Bán cầu, chòm sao này có thể quan sát được vào mùa hè. Xà Phu còn là chòm sao đặc biệt vì nó nằm giữa và chia chòm sao Cự Xà ra 
thành hai phần riêng biệt: đuôi Cự Xà (tiếng Anh:Serpens Cauda) và đầu Cự Xà (tiếng Anh:Serpens Caput).

## Hoàng đạo
Xà Phu là một trong mười ba chòm sao đi qua đường Hoàng đạo. Do đó, đôi khi nó cũng được cho là biểu tượng (dấu hiệu) thứ 13 của hoàng đạo. Tuy nhiên, điều này là do sự nhầm lẫn giữa một biểu tượng chiêm tinh học với một chòm sao. Các biểu tượng hoàng đạo là một nhóm gồm mười hai chòm sao nằm trên mặt phẳng hoàng đạo, vì vậy mỗi biểu tượng kéo dài 30° thiên kinh độ (kinh độ của thiên cầu), xấp xỉ độ dài quãng đường mà Mặt trời di chuyển được trong một tháng, và trong truyền thống phương Tây, đều phù hợp với các mùa để điểm phân tháng ba hằng năm luôn luôn rơi vào ranh giới giữa Song Ngư và Bạch Dương.
Mặt khác, một chòm sao không đồng đều về kích thước và ranh giới được dựa trên vị trí của các ngôi sao trong mỗi chòm sao hoàng đạo. Trong chiêm tinh học phương Tây, chòm sao Bảo Bình như một ví dụ, phần lớn tọa độ của nó tương ứng với vị trí của Song Ngư. Tương tự như vậy, chòm sao Xà Phu chiếm phần lớn (29 tháng 11 - 18 tháng 12)  của Nhân Mã (23 tháng 11 - 21 tháng 12). Sự khác biệt này là do thực tế là thời điểm trong năm mà mặt trời đi qua vị trí của một chòm sao hoàng đạo đã dần dần thay đổi (vì tuế sai của điểm phân) qua nhiều thế kỷ từ khi người Hy Lạp hay người Babylon ban đầu đã phát hiện ra các chòm sao hoàng đạo.

## Lịch sử
Không có bằng chứng nào cho thấy chòm sao được biết đến trước thời kỳ cổ đại Hy Lạp. Trong thiên văn Babylon, một chòm sao được gọi là Sitting God ("Thần Ngồi") dường như đã được xếp nằm trong khu vực chung mà sau này là chòm sao Xà Phu. Những quan sát và ghi nhận Xà Phu trong thực tế có thể đã bắt nguồn từ chòm sao cổ đại của Babylon này, biểu tượng đại diện cho Nirah, một con rắn thần hình dạng người, đôi khi được miêu tả với một nửa trên là con người và nửa còn lại là con rắn, thường là ở phần chân.

## Thiên thể
Các thiên thể đáng quan tâm
- Sao Barnard, sao có chuyển động riêng lớn nhất[13] Một số ngôi sao sáng khác thuộc chòm sao bao gồm β Ophiuchi, Cebalrai[14] và λ Ophiuchi, hay còn gọi là Marfik ("Khuỷu tay").[15]
- Tân tinh nhiều lần, RS Oph. Bùng sáng của RS Oph được ghi nhận trong các năm 1898, 1933, 1958, 1967, 1985 với cấp sao biểu kiến cực đại 4,3m[16][17]
- Tân tinh 1604
- Tinh vân khuếch tán I.4604
- Sao đôi η Oph
- Cụm sao cầu M 9, M 10, M 12, M 14, M 19, M 62, M107[18]
- Cụm sao mở NGC 6633, NGC I.4665[19][20]
- Sao biến đổi χ Oph[21]

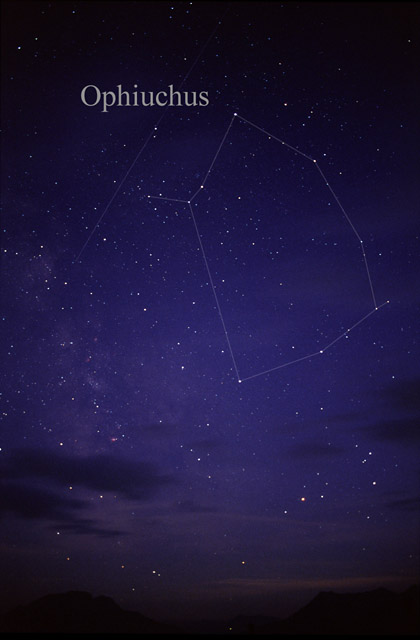
Chòm sao Xà Phu nhìn bằng mắt thường
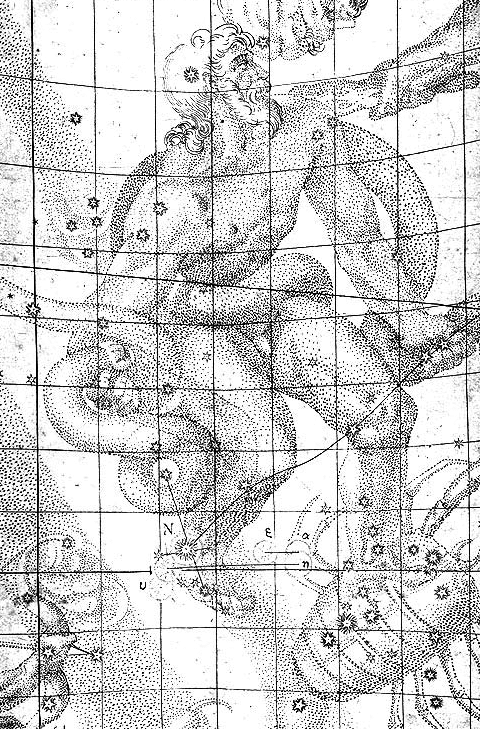
Bức vẽ của Johannes Kepler cho thấy chòm sao Xà Phu